# فجه
شهر فجه (به رومانیایی: Făget) در شهرستان تیمیش در کشور رومانی واقع شده‌است. جمعیت این شهر ۷٬۵۱۹ نفر  است.